# Хати (германско племе)
Вижте пояснителната страница за други значения на Хати.
{{Хатите (на латински: Chatti, на гръцки: οι Κάττοι, Κάτται; Katten) са германско племе, живяло на Едер, Фулда и горното течение на Лан, в днешните Долен Хесен и Горен Хесен или Северен Хесен.
През 9 г. хатите вземат участие в бунта на Арминий против Квинтилий Вар и следващите години се включват в противо-римския съюз под ръководството на херуските.
През 69 г. те участват в Батавското въстание на Юлий Цивилис.
През 83 г. и 85 г. римските войски на Домициан водят т.нар. Хатски войни против хатите. Боевете, свързани с бунта на Сатурнин през 89 g. против Домициан се наричат понякога Втора хатска война на Домициан. През 213 г. множество хатски жени се самоубуват, за да не бъдат отвлечени в римско робство.